# David Alexandre Winter
David Alexandre Winter (nacido Leon Kleerekoper, 4 de abril de 1943) es un cantante de pop holandés.

## Biografía
Nació en Ámsterdam, durante la Segunda Guerra Mundial. Él y sus padres sobrevivieron a diferentes campos de concentración alemanes, y se reunieron en 1945 al final de la guerra en los Países Bajos. De 1966 a 1968 fue el cantante principal de la banda "Daddy's Act". Obtuvo su primer disco número uno versionado el tema de The Beatles Eight Days a Week. Bajo el nombre de Johnny Van-Dooren, fue DJ en Radio 227, una estación de radio pirata inglesa en el Mar del Norte luego conocida como Radio Verónica, y grabó dos sencillos para el sello Philips Records.
En 1968 abandonó los Países Bajos para ir a París, y fue descubierto por Leo Missir de Riviera Records (un afiliado del grupo Barclay). En noviembre de 1968 fue publicado su primer single, "Oh Lady Mary", el cual en abril de 1969 ya había vendido 750.000 copias, logrando en el mes de agosto un millón de ventas Francia, donde fue número uno durante 36 semanas y estuvo en el Top 10 durante nueve meses. También fue un éxito en Italia (#4), España (#5), Alemania (#2), Holanda (#1) y Bélgica (#1). En total vendió más de 3.6. millones de copias en toda Europa. La canción fue escrita por Patricia Carli y el compositor turco Metin Bükey, y también se convirtió en un éxito en 1970 para el austríaco Peter Alexander. Winter pasó a grabar 10 álbumes y 42 sencillos y EP, de los cuales algunos se convirtieron en hits número uno en Francia, Bélgica, Holanda, Italia y Alemania. Estos fueron "Vole S'Envole" (#1 con 1.250.000 copias vendidas), "Je Suis Tombe du Ciel" (#3 y 850.000 copias vendidas) y "Amsterdam" (#1 en Holanda y Bélgica, con 1.100.000 copias vendidas). 
Representó a Luxemburgo en el Festival de la Canción de Eurovisión 1970, con la segunda canción, obteniendo el último lugar con cero puntos.
En 1980 Winter se trasladó a los Estados Unidos. Grabó un álbum con la compañía independiente canadiense Isba Records y lanzó un sencillo titulado "L'Étoile du Berger". En 2010, Winter volvió a la escena en Francia para realizar una exitosa gira de reencuentro junto a otros artistas como Hervé Vilard e Isabelle Aubret.